# Dinastia xaibânida
Os xaibânidas (em persa: سلسله شیبانیان) eram uma dinastia persianizada de origem turcomano-mongol da Ásia Central. Eram descendentes patrilineais de Xibã, o quinto filho de Jochi e neto de Gêngis Cã. Até à metade do século XIV, reconheceram a autoridade dos descendentes de Batu Cã e de Orda Cã, como Usbegue Cã. Os xaibânidas lideraram a horde cinzenta, também conhecidos como os Uzbegues (Usbeques), converteram-se ao Islão em 1282. Nesta altura o canato incluía parte do actual Irão, Afeganistão e partes da Ásia Central.
Como as linhagens de Batu e de Orda Cã morreram no curso de grande guerra civis no século XIV, os xaibânidas baixo Abu Cair Cã declararam-se os únicos sucessores legítimos de Jochi e começaram a reclamar o ulus inteiro, o qual incluía partes de Sibéria e do Cazaquistão. O seu rival era a dinastia Timúrida, os quais clamavam descender do décimo terceiro filho de Jochi havia duma concubina. Várias décadas de rixas deixaram os Timúridas como vencedores, ganhando o controlo da Grande Horda e os seus estados sucessores na Europa, por exemplo, o canato de Cazã, de Astracã e da Crimeia.

## Dinastia xaibânida

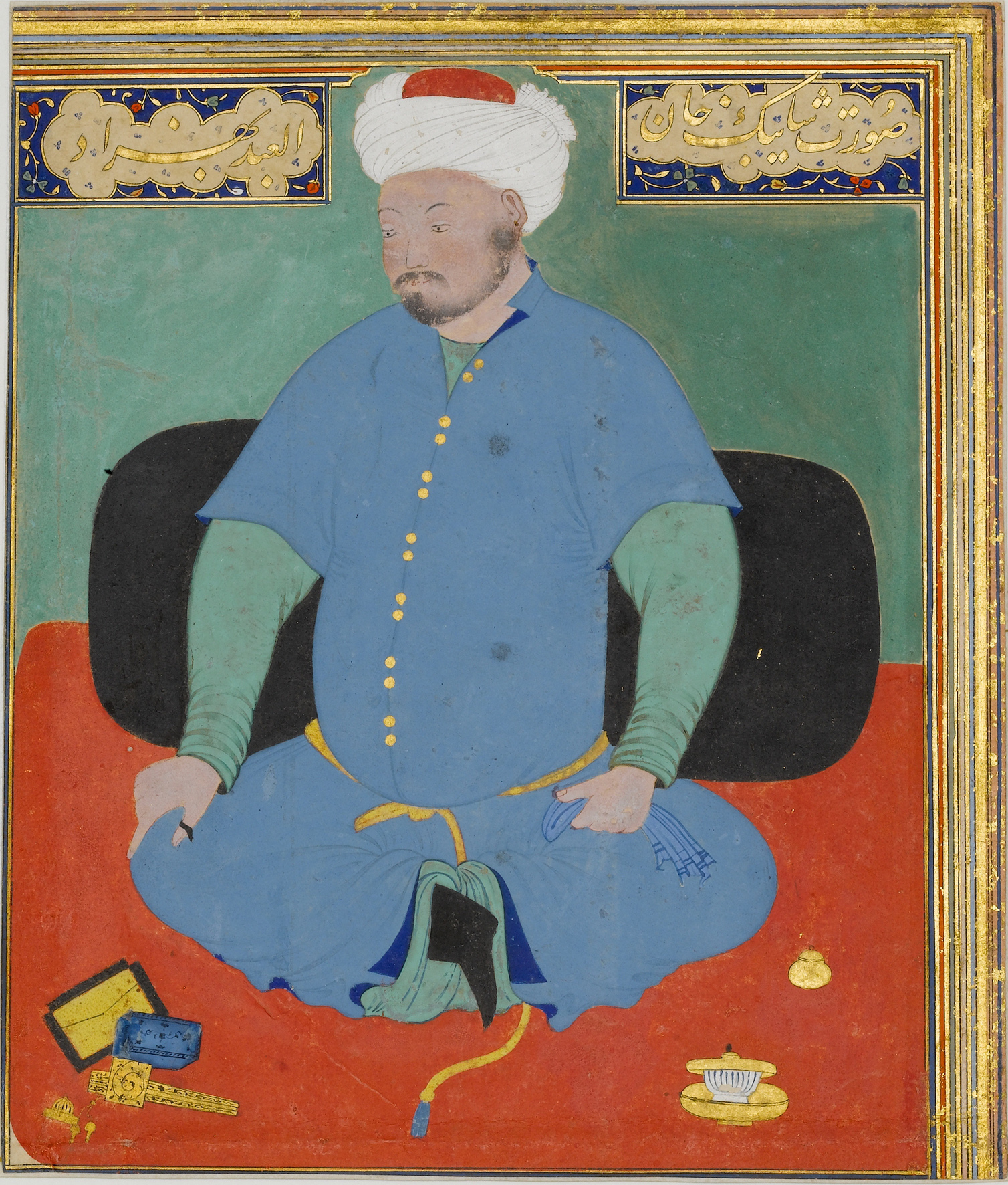
Maomé Xaibani

Os xaibânidas eram lideradas por Baixo Abu Cair Cã (desde 1428 até 1468) cuja dinastia começou a consolidar as dispersas tribos Ozbeg (usbeques), primeiro na área à volta de Tiumen e do Rio Tura e depois para Sul na região do Sir Dária. O seu neto Maomé Xaibani (governou entre 1500 e 1510), foi quem deu o nome à dinastia, conquistou Samarcanda, Herate, Bactro e Bucara, findando desta maneira com a dinastia timúrida e estabelecendo o Império Xaibânida de curta duração centrado em Bucara (o Canato de Bucara). Depois da sua morte a mãos do Xá Ismail I, foi sucedido por um tio, por um primo e por um irmão, dos quais os seus descendentes governariam o Canato de Bucara desde 1505 até 1598 e o Canato da Corásmia desde 1511 até 1695.
Outro estado governado pelos xaibânidas foi o Canato da Sibéria, alcançando o trono em 1563. O último cã, Kutchum, foi deposto pelos russos em 1598. Além deste ramo famoso, várias outros famílias nobres do Quirguistão e do Cazaquistão (por exemplo, os príncipes Valikhanov) tentaram obter reconhecimento das suas raízes xaibânidas.